# The Holiday Collection
The Holiday Collection ist eine EP der US-amerikanischen Singer-Songwriterin Madonna. Die EP wurde 1991 von Sire Records etwa ein halbes Jahr nach ihrem Greatest-Hits-Album The Immaculate Collection nur auf dem europäischen Markt im Vertrieb von Warner Brothers Records herausgebracht.

## Hintergrund
Die EP wurde als CD und Kassette mit Holiday als Titelsong veröffentlicht. Diese EP enthält drei Titel, die nicht auf dem Greatest-Hits-Album The Immaculate Collection veröffentlicht worden waren, obwohl es erfolgreiche Hits in den Jahren 1986 und 1987 für Madonna gewesen waren True Blue (#1), Who’s That Girl (#1) und Causing a Commotion (#4).
Mit der Veröffentlichung als EP kam Holiday zum dritten Mal in die britischen Singlecharts, das erste Mal 1984 auf Platz 6, das zweite Mal 1985 auf Platz 2, zu diesem Zeitpunkt stand ihre Single Into the Groove auf Platz 1. Das dritte Mal erreichte der Titel im Juni 1991 Platz 4. Bereits eine Woche nach der Veröffentlichung der EP konnte sich Holiday auf Platz 11 in den britischen Singles-Charts platzieren, wo die Platte als höchste Notierung Platz 4 erreichte.

## Titelliste

### UK CD/Kassette
| # | Titel                  | Version                  | Länge |
| - | ---------------------- | ------------------------ | ----- |
| 1 | Holiday                | Albumversion             | 6:09  |
| 2 | True Blue              | Albumversion             | 4:17  |
| 3 | Who’s That Girl        | Albumversion             | 3:58  |
| 4 | Causing a Commotion *) | Silver Screen Single Mix | 4:06  |